# Venda (kip)

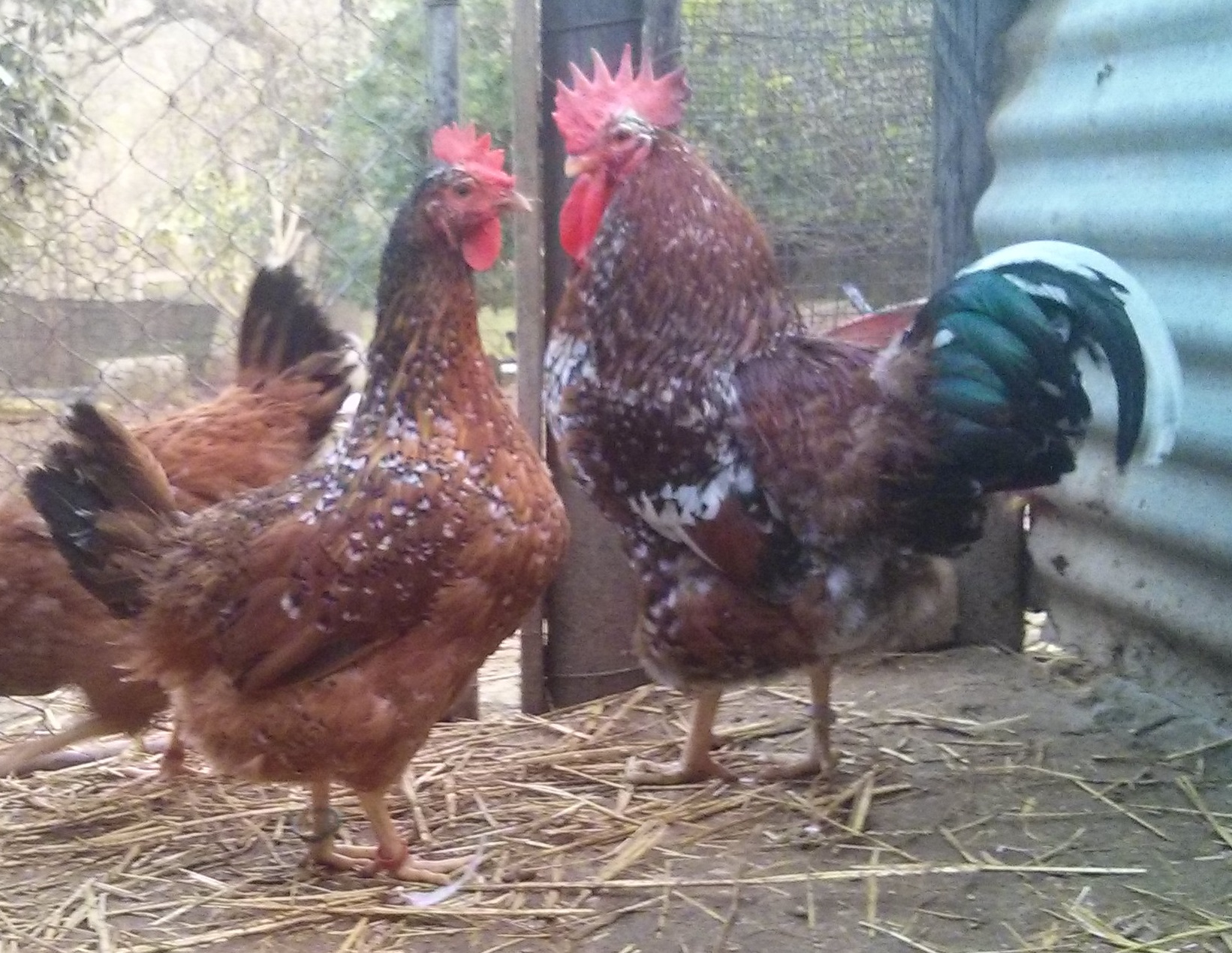
Hen en haan in de kleurslag porselein

De Venda is een inheems Zuid-Afrikaans kippenras.

## Geschiedenis
Het ras werd in 1979 in het toenmalige thuisland Venda in Limpopo ontdekt door dr. Naas Coetzee. De landhoenders vielen op door hun gehardheid, ziektebestendigheid en eierproductie. Hoewel later soortgelijke kippen in het zuiden van de West-Kaap en elders gevonden werden, bleef de oorspronkelijke naam behouden. Het ras is officieel erkend in Zuid-Afrika.

## Eigenschappen
Het ras is robuust en bestand tegen veel ziektes. Onder de oorspronkelijke Zuid-Afrikaanse hoenders staan zij bekend als de beste eierleggers. De hanen wegen meestal 2,9 tot 3,6 kg, de hennen 2,4 tot 3,0 kg. De loopbenen en de snavel zijn geel gekleurd. Er bestaan twee erkende kleurslagen: porselein en zwartbont.